# George Nugent, Baron Nugent of Guildford
George Richard Hodges Nugent, Baron Nugent of Guildford PC JP (* 6. Juni 1907; † 16. März 1994 in Dunsfold, Surrey) war ein britischer Politiker der Conservative Party, der sechzehn Jahre lang Abgeordneter des House of Commons war und 1966 als Life Peer aufgrund des Life Peerages Act 1958 Mitglied des House of Lords wurde.

## Leben

### Offizier, Kommunalpolitiker und Bauernfunktionär
Nugent war der jüngere Sohn von Oberst George Roubiliac Hodges Nugent und absolvierte nach dem Besuch des Imperial Service College in Windsor eine militärische Ausbildung an der Royal Military Academy Woolwich. Im Anschluss diente er zwischen 1926 und 1929 als Offizier in der British Army und war danach als Landwirt tätig.
Er begann seine politische Laufbahn in der Kommunalpolitik und vertrat zunächst zwischen 1944 und 1951 die konservativen Tories im Rat der Grafschaft Surrey und war zuletzt von 1951 bis 1952 Beigeordneter (Alderman) dieser Grafschaft. Zwischenzeitlich begann Nugent auch sein Engagement im britischen Bauernverband National Farmers Union, dessen Exekutivrat er zwischen 1945 und 1951 angehörte. Zugleich war er von 1948 bis 1951 auch stellvertretender Vorsitzender des Dachverbandes der Organisationen junger Landwirte (National Federation of Young Farmers).

### Unterhausabgeordneter und Juniorminister
Bei den Unterhauswahlen vom 23. Februar 1950 wurde Nugent schließlich als Kandidat der Conservative Party erstmals als Abgeordneter in das House of Commons gewählt und vertrat in diesem bis zu den Unterhauswahlen am 31. März 1966 den Wahlkreis Guildford.
Nach dem Wahlsieg der konservativen Tories bei den Unterhauswahlen vom 25. Oktober 1951 wurde Nugent von Premierminister Winston Churchill zum Parlamentarischen Sekretär im Ministerium für Landwirtschaft, Fischerei und Ernährung (Ministry of Agriculture, Fisheries and Food) ernannt, und war als solcher bis 1957 einer der engsten Mitarbeiter der damaligen Minister Thomas Dugdale sowie zwischen 1954 und 1957 von Derick Heathcoat-Amory.
Im Anschluss wurde er am 18. Januar 1957 vom neuen Premierminister Harold Macmillan zum Parlamentarischen Sekretär im Transportministerium (Ministry of Transport) und gehörte in dieser Funktion bis zum 22. Oktober 1959 zum engsten Mitarbeiterstab von Transportminister Harold Watkinson. 

### Vorsteher der Themseverwaltung und Oberhausmitglied
Nach seinem Ausscheiden aus der Regierung wurde Nugent, dem am 1. Januar 1960 der erbliche Titel Baronet, of Dunsfold in the County of Surrey, verliehen wurde, 1960 Vorsitzender der Verwaltungsbehörde für die Themse (Thames Conservancy). Während seiner Amtszeit begann die Modernisierung der Schiffsschleusen und Flussübergänge der Themse wie zum Beispiel des Shiplake Lock, bei der 1961 das erste hydraulisch betriebene Schleusensystem gebaut wurde, sowie 1972 der Umbau des Sandford Lock. Das Amt des Vorstehers der Themseverwaltung bekleidete er bis zur Neustrukturierung der Thames Conservancy zur Thames Water Authority aufgrund des Water Act 1973 am 1. April 1974.
Neben seiner Tätigkeit bei der Themseverwaltung war Nugent, der 1962 Privy Councillor wurde, zwischen 1961 und 1964 auch Vorsitzender des Unterhausausschusses für verstaatlichte Industrieunternehmen (House of Commons Select Committee for Nationalised Industries) sowie anschließend von 1964 bis 1977 auch Vorsitzender des Forschungsinstituts für tierische Viren, dem Animal Virus Research Institute. Des Weiteren engagierte er sich seit 1962 als Vorsitzender der Ständigen Konferenz für Regionalplanung in London.
Durch ein Letters Patent vom 31. Mai 1966 wurde Nugent aufgrund des Life Peerages Act 1958 als Life Peer mit dem Titel Baron Nugent of Guildford, of Dunsfold in the County of Surrey, in den Adelsstand erhoben und gehörte damit bis zu seinem Tod fast 28 Jahre lang dem House of Lords als Mitglied an. Zuletzt war er zwischen 1973 und 1978 auch Vorsitzender des Nationalen Wasserrates (National Water Council).
Seine Ehefrau Ruth Stafford, Lady Nugent of Guildford, mit der er seit 1937 verheiratet war, verstarb 2008.

## Veröffentlichungen
- “More Eggs in Winter.” What Home Producers Can Do to Fill the Gap. 1950.
- Agricultural Marketing. London 1951.
- Report of the Committee on London Roads. London 1959.
- Report of the Defence Lands Committee, 1971–73: Explanatory Memorandum. H.M. Stationery Office, 1973.